# Neoporus gaudens
Neoporus gaudens es una especie de escarabajo del género Neoporus, familia Dytiscidae. Fue descrita científicamente por Fall en 1923.

## Distribución geográfica
Habita en América del Norte.